# Podsupraśl
Podsupraśl – dawniej wieś w Polsce, obecnie część miasta Supraśl w województwie podlaskim, w powiecie białostockim.
Przy drodze do Krynek znajduje się cmentarz prawosławny z murowaną kaplicą św. Jerzego Zwycięzcy (wzniesioną w 1901), należącą do parafii w Supraślu.

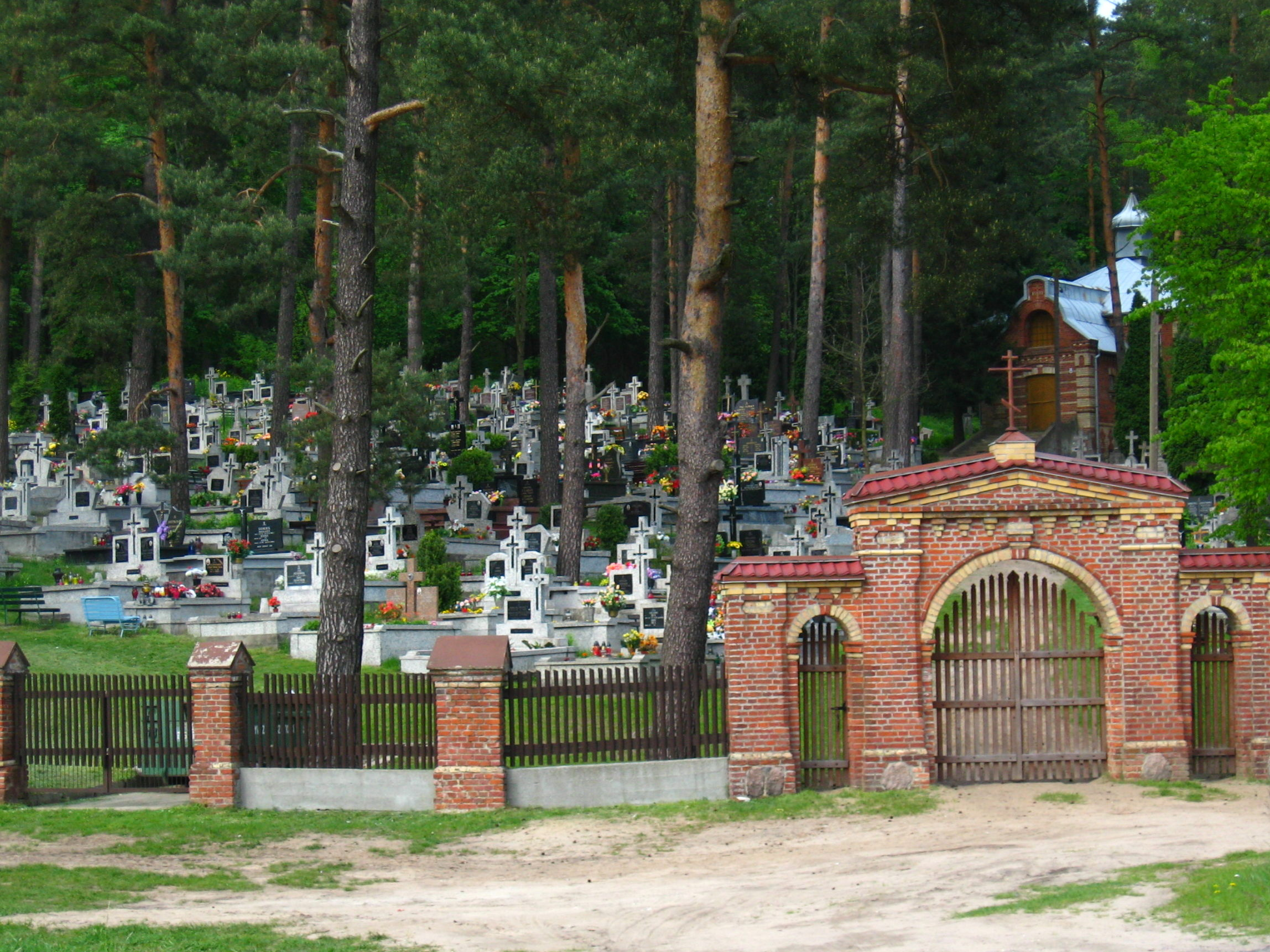
Cmentarz prawosławny
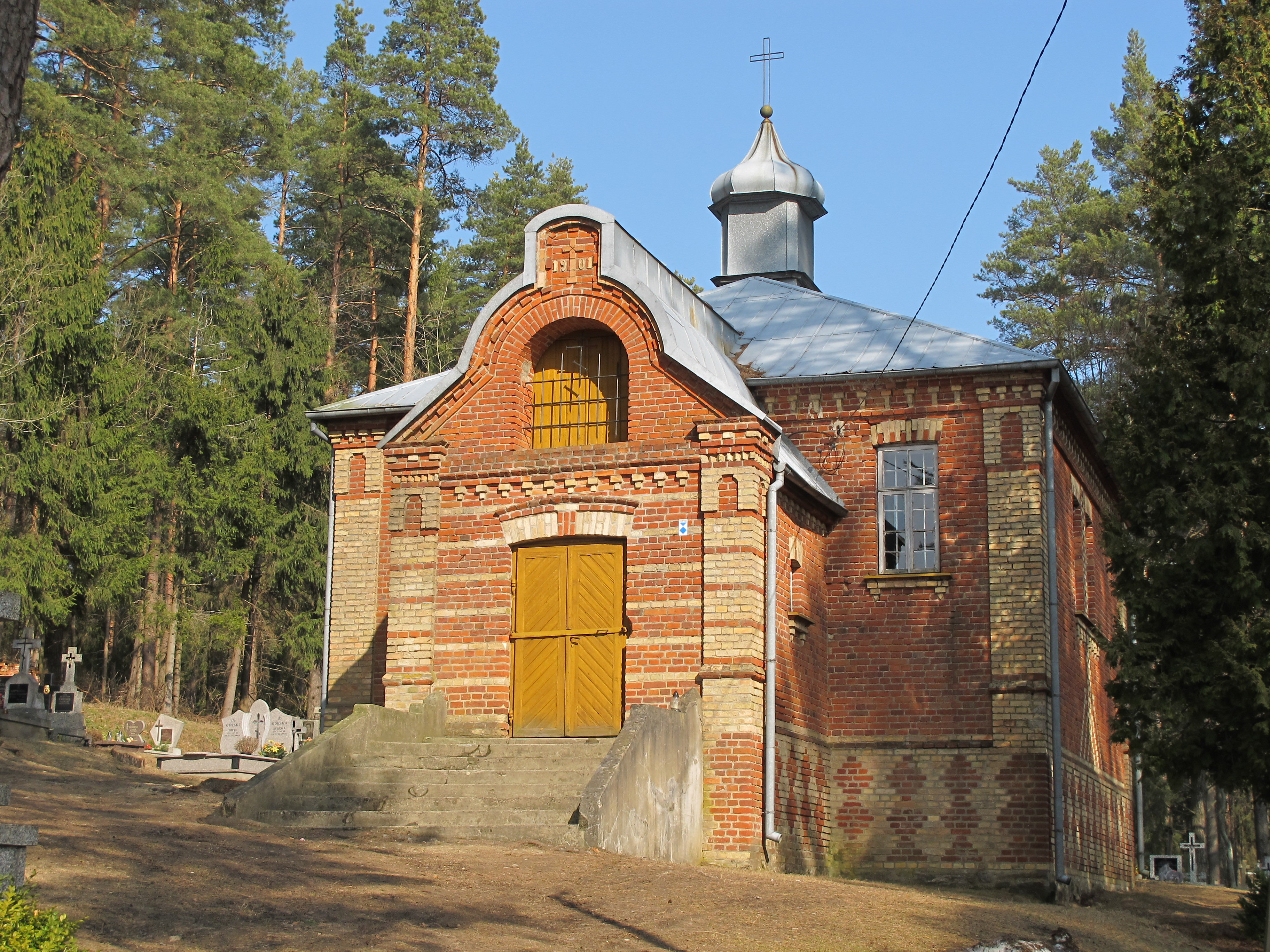
Prawosławna kaplica cmentarna św. Jerzego Zwycięzcy z 1901
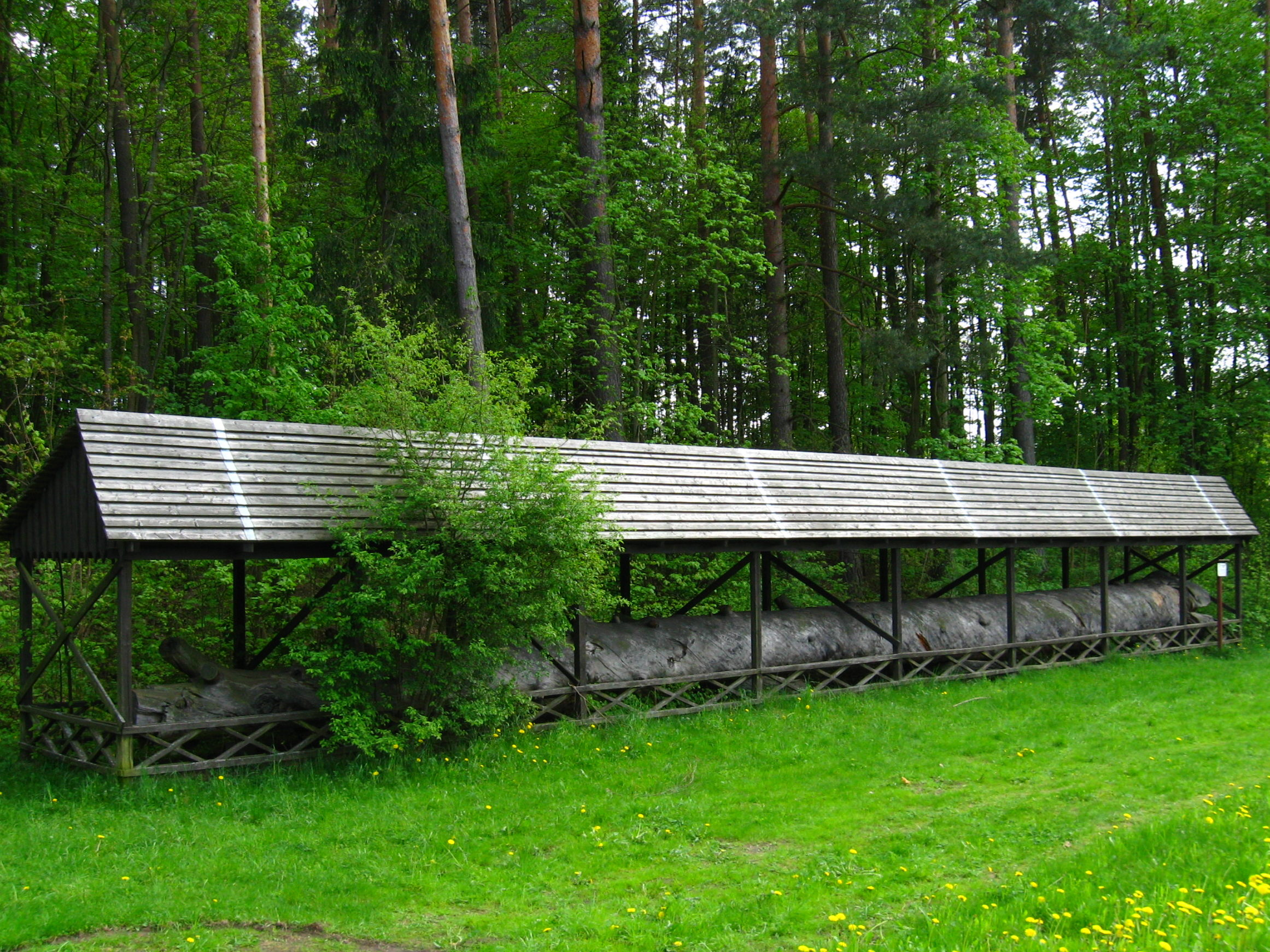
Wykręcony pień sosny
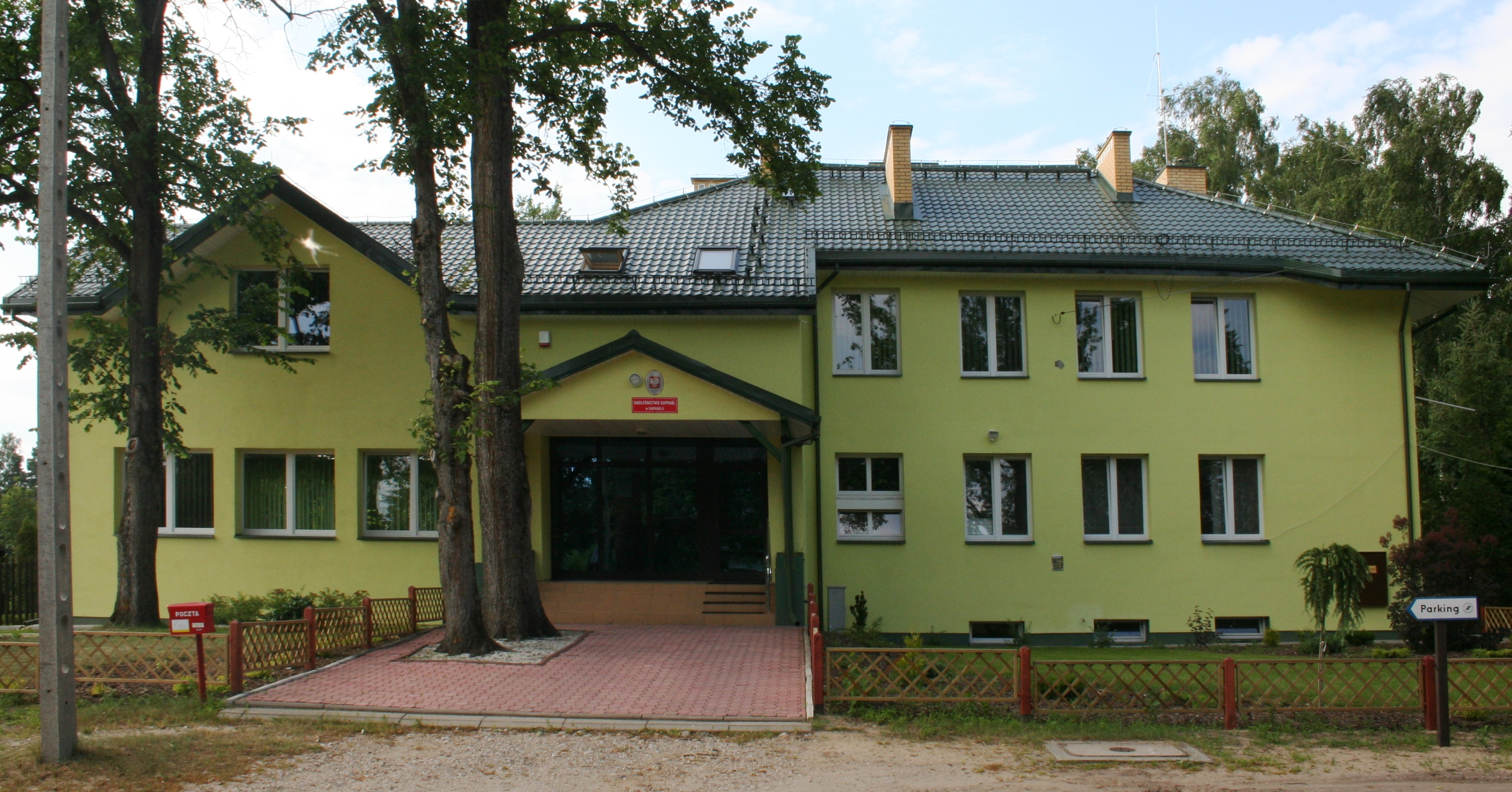
Siedziba nadleśnictwa Supraśl